# زيوليت

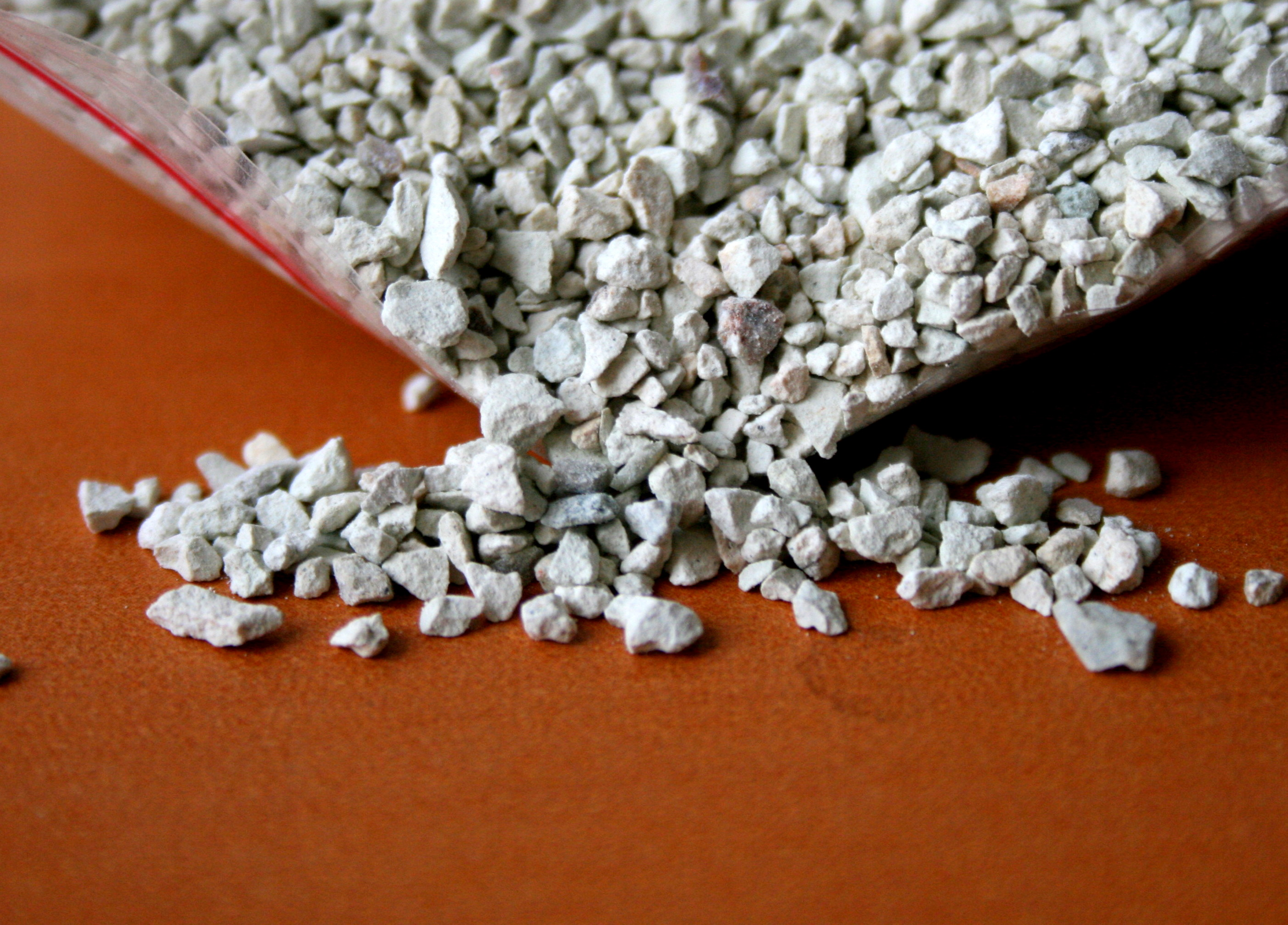
الزيوليت

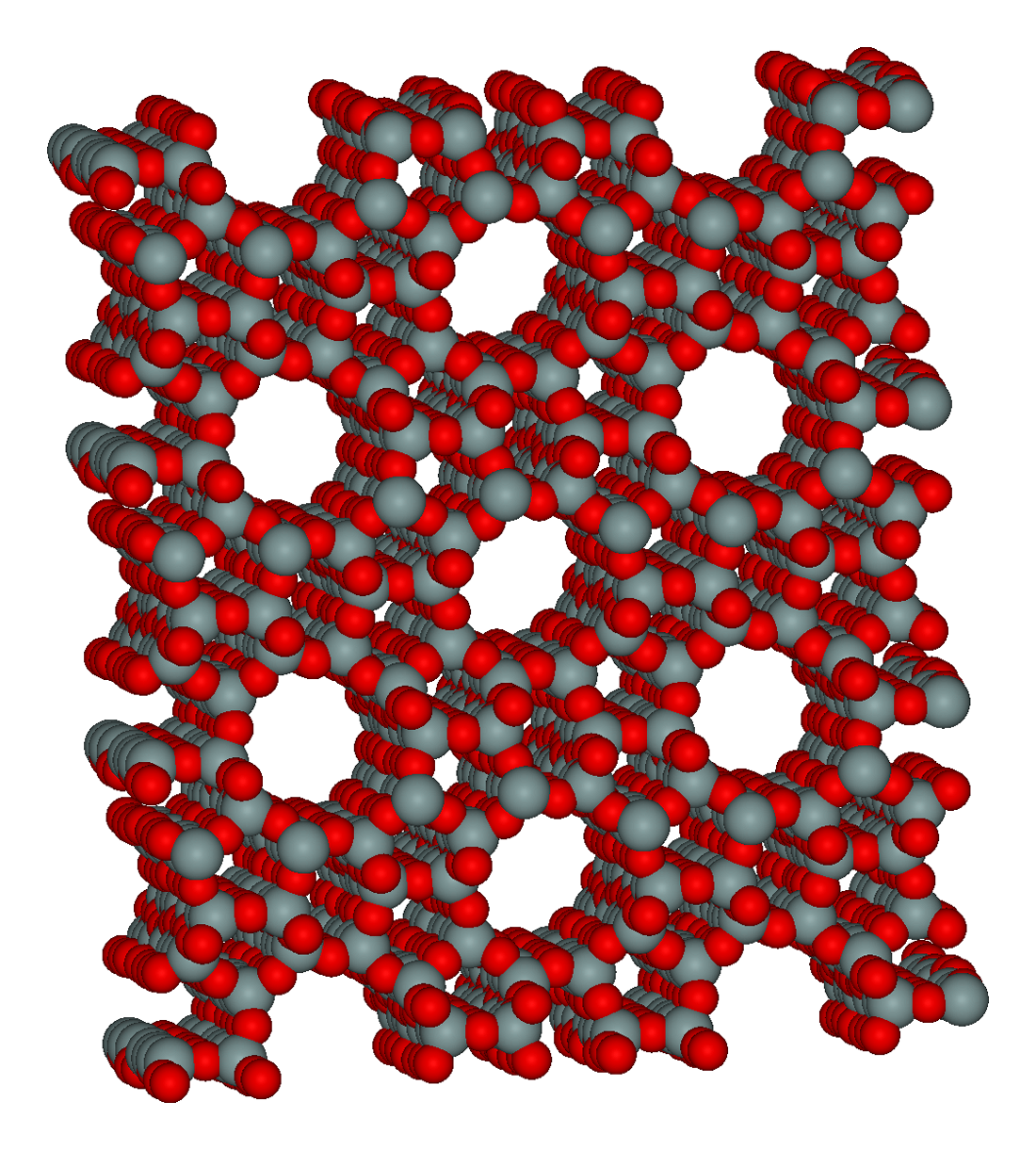
التركيب المجهري للزيوليت ZSM-5

الزيوليت (Zeolite) هو نوع من أحجار سيليكات الألومنيوم، وهي مجموعة من المركبات المتكونة أساسا من السيليكات والألومينات المميهة. المعادن القلوية والمعادن الأرض القلوية، وهي اجسام صلبة تتواجد على شكل مسحوق أبيض ويمكن أن يتغير اللون إذا استبدل الايون الموجب باحد العناصر الانتقالية. عالية المسامية، وتستخدم كثيرا في عمليات الادمصاص الكيميائية.

## التسمية
وترجع تلك التسمية إلى العالم الجيولوجي السويدي أكسل فريدريك كرونستيد عام 1756 عند ملاحظته أن إعادة تسخين مادة ستلبت المعدنية انبعاث كمية كبيرة من بخار الماء كانت مدمصة به.
قام العلماء حتى عام 2008 بدراسة 175 نوع من أنواع الزيوليت، منها نحو 40 توجد طبيعيا. والزيوليت عالي المسامية قادر على الاحتفاظ بالأيونات الموجبة مثل Na+ و K+ و Ca2+ و Mg2+ وغيرها. وتدمص (تعلق) الأيونات الموجبة الشحنة في مسام هيكل الزيوليت وعلى سبيل المثال فالناتروليت وهو أحد مركبات الزيوليت له التركيب الكيميائي.
Na2Al2Si3O10-2H2O
وينشأ الزيوليت الطبيعي عندما يتفاعل الرماد البركاني مع مياه قلوية. كما يتبلور
الزيوليت عبر الزمن قد يبلغ عدة آلاف من السنين.

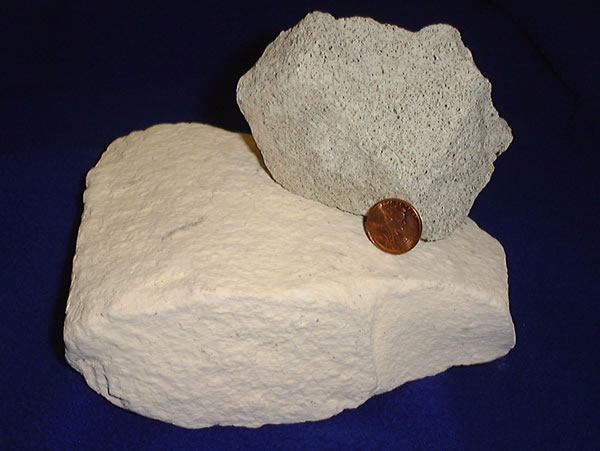
الزيوليت

## أنواع الزيوليت

### الزيوليت الطبيعي
تتواجد الزيوليتات في الحالة الطبيعية في الحجارة البازلتية وفي الرواسب، فقد تكونت عبر العصور الغابرة تحت تاثير المياه المعدنية الساخنة، أغلبيتها سميت على حسب اسم مكتشفها.
ان إنتاج العالم السنوي للزيوليت الطبيعي هو 4 ملايين طن.3 مليون طن منها تشحن إلى الأسواق الصينية، والدول الرائدة في إنتاج الزيوليتات الطبيعية في أوروبا الشرقية، أوروبا الغربية، آسيا، أستراليا.
هناك 45 نوع من الزيوليتات الطبيعية قد تم اكتشافها.

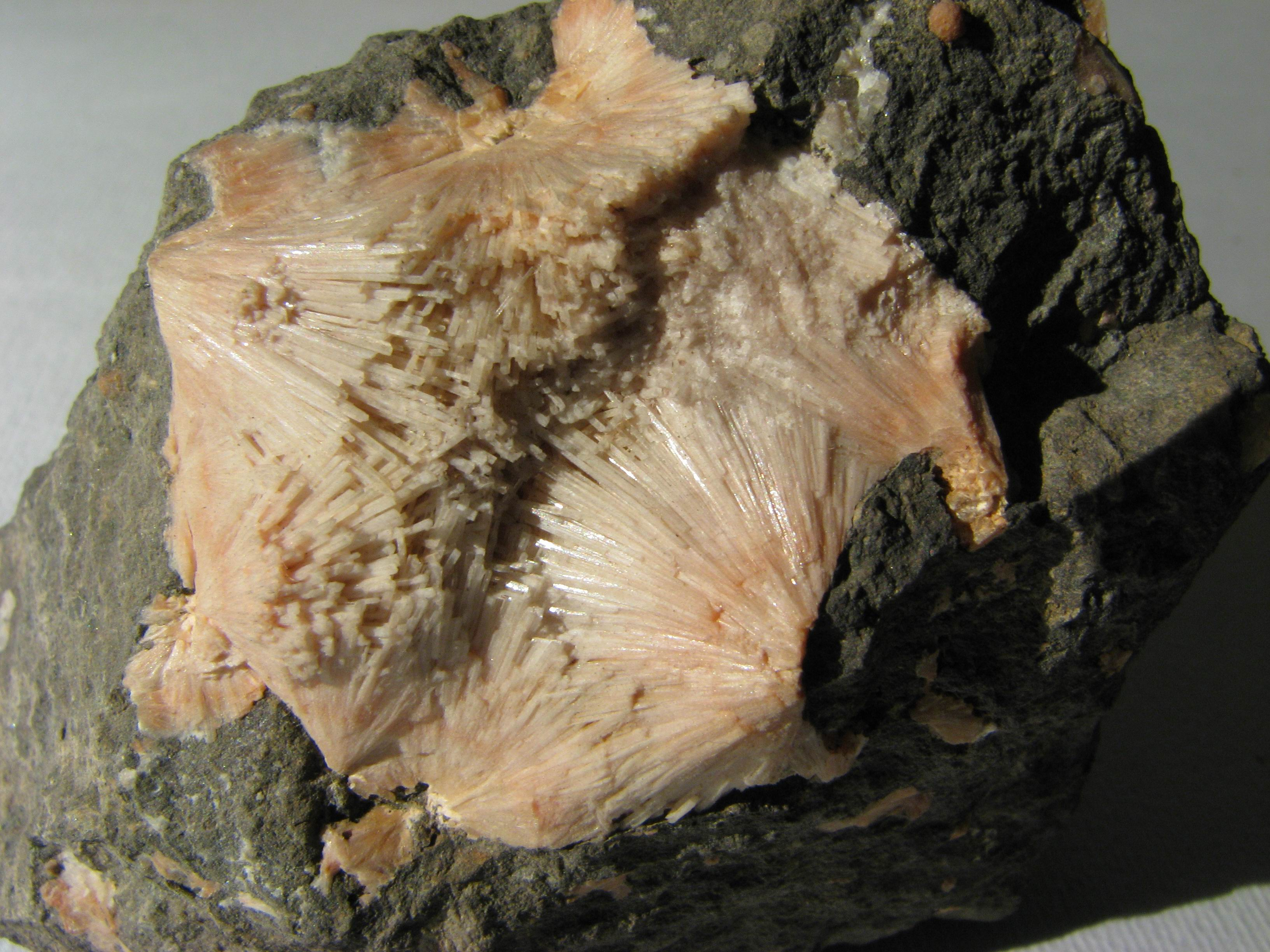
الزيوليت الطبيعي

### الزيوليت الاصطناعي
نظرا لندرة الزيوليتات الطبيعية لجا العلماء إلى محاولة إلى صنع زيوليت له نفس خواص الزيوليت الطبيعي. يوجد 150 نوع من الزيوليتات الاصطناعية، وهي الأكثر استعمالا في الصناعة، منها ما له نظير في الزيوليتات الطبيعية، وهناك بعض منها بدون بنية هيكلية كاملة.

## بنية الزيوليت
ينتمي الزيوليت إلى عائلة المجسمات الرباعية الوجوه ذات البنية ثلاثية الإبعاد. مشكلة بذلك صفائح متماثلة والخاصة بكل نوع من الزيوليت. تحتوي هذه المجسمات الرباعية الوجوه في مركزها على ذرات الألمنيوم والسيليسيوم، كما يحمل كل رباعي أربعة ذرات أكسيجين على غرار باقي المجسمات الرباعية الأوجه، يحمل كل رباعي شحنة سالبة إضافية.
ترتيب رباعيات الأوجه في الفضاء تشكل تجاويف صغيرة وكبيرة ترتبط مع بعضها البعض بقنوات ضيقة تسمى النوافذ أو المسامات التي تنفذ من خلالها الجزيئات الخارجية.

## تصنيف الزيوليت
للزيوليتات بنية منظمة ذات أسطح متناسقة مشكلة بذلك أجسام رباعية الأوجه متصلة ببعضها البعض
بذرات اوكسيجين موجودة على الزوايا، تشكل هذه الأخيرة باشتراكها ببعضها البعض وحدات تركيبية
متماثلة «وحدة بنيوية ثانوية».
ان نوعية الرابطة الموجودة بين المجسمات الرباعية الأوجه تختلف من زيوليت لآخر، هذا ما جعل
العالم«ماير» يقترح تصنيفا للزيوليت على أساس البنية الهيكلية له، يتكون هذا التصنيف من 8
مجموعات.
ان لكل مجموعة وحدة هيكلية مميزة بترتيب المجسمات الرباعية الاوجة فيها.
تبين هذه الوحدات موقع كل من «الالمنيوم»، «السيليسيوم» و«الاكسيجين» بالنسبة لبعضهم البعض بدون
تحديد موقع الماء والايونات الموجبة ضمن القنوات والتجاويف لكنهما تملكان درجة عالية لقابلية
الحركة وهذا ما يفسر خاصية التبادل الشاردي وفقد واسترجاع الماء.
يتكون الزيوليت من:
1. رباعيات الاوجة المشكلة من الاكسيجين، الألمنيوم والسيليسيوم.
2. الأقفاص الأولية.
  1. الموشور المكعب: يحتوي على أربعة مجسمات رباعية الاوجة.
  2. الموشور السداسي: يحتوي على ستة مجسمات رباعية الاوجة.
3. الاقفاص الثانوية والقنوات: هناك ما يسمى بالقفص «الفا» والقفص «اقراق» تشكل هذه

الاقفاص نتيجة ضم الاقفاص الأولية اما القنوات فلها فتحات تتراوح ما بين3,0 إلى 8 ,0
نانومتر
- طريقة تحضير الايزوليت

يحضر الزيوليت تحت شروط معينة وهي درجة الحرارة، التركيز، PH، طبيعة الشوارد،
المكونات، الخلط التفاعلي ومصادر السيليس والالمين. عادة يتم تحضير الزيوليت في وسط
ذو PH>11 أي وسط قاعدي.
ان ارتفاع PH يؤثر على ارتفاع سرعة التبلور وانخفاض نسب ALO3 وsio2 في البلورة.
تقام عملية التبلور تحت درجة حرارة ما بين 60 درجة مئوية إلى 300 درجة مئوية.
-هناك ثلاث طرق لتحضير الزيوليتات:
طريقة التبلور المباشر
هذه الطريقة تعتمد على تحضير هلام تفاعلي، يحتوي هذا الهلام على سيلسكات الألمنيوم الصلبة غير
المبلورة والالومين النقي (الومينات الصوديوم)، يتعرض الهلام إلى عملية تسخين وهذا راجع لدرجة
تبلور تتراوح ما بين (c60-c200)، تحت ضغط معين ومدة زمنية تقدر ببضعة أشهر.

### طريقة الزرع
تعتمد هذه الطريقة على على تحضير هلام تفاعلي للتبلور، أي تضاف بعض الحبيبات من الزيوليت
النقي وذلك قبل أن يصل إلى درجة حرارة تبلوره.
هذه الطريقة تستعمل لصناعة الزيوليتات الصعبة التحضير.

### طريقة التنويه
تنقسم هذه الطريقة إلى ثلاث خطوات:

#### الخطوة الأولى
يحضر الهلام «أ» يحتوي عادة على السيليس ومصدر الألمنيوم أو على سيليكات
الألمنيوم الطبيعة مثل الطين NaOH أو قاعدة امين رباعي والماء غير المشرد كمذيب، مع إضافة
عامل بنيوي.

#### الخطوة الثانية
بنفس مفاعلات الهلام «أ» نقوم بتحضير هلام «ب»، دون إضافة العامل البنيوي.

#### الخطوة الثالثة
نضيف 25 بالمئة من الهلام «أ» إلى الهلام «ب»، الخليط الناتج بعد عملية التجنيس
عند درجة حرارة عادية، نقوم بوضعه عند درجة حرارة تبلوره، وتحت ضغط عادي، ونتركه لمدة
بضعة ساعات إلى أيام.
هذه الطريقة لها الايجابيات التالية:
- نسبة النقاوة كبيرة للمواد الناتجة.
- نسبة كبيرة للتبلور.

خصائص الزيوليت
يتميز الزيوليت بالخصائص التالية:

### التبادل الشاردى
التبادل الشاردي عملية تسمح بإظهار خصائصه (التحفيز والامتصاص)،
و هو استبدال الشوارد الموجبة الموجودة داخل الزيوليت بايونات موجبة أخرى ذات تكافؤ مختلف.
التبادل الشاردي يمكن تحقيقه بعدة طرق منها:
_التبادل باتصال مع محلول مائي أو محلول غير مائي.
_التبادل مع الملح الذائب.
_ التبادل عن طريق المركبات الغازية.
_ التبادل الايوني عن طريق عملية كيميائية قائمة على التحمية دون وجود محلول (تقنية جديدة
للتبادل الشاردي مع الزيوليت).

### المسامية والانتقالية للسطح
المسامية الموجودة في البنية التركيبية للزوليت تسمح له بفصل مكونات الخليط علي أساس اختلاف
الحجم والشكل للجزيئات وله خاصية الانتقالية وهي امتصاص بعض المواد لذا يعتبر الزيوليت كمنخل
إذ يقوم بغربلة المواد واختيارها وفصلها عن الجزيئات الأخرى فهو يسمح بمرور المركبات الخطية
ويمنع المركبات المتفرعة.

### حمضية السطح
الزيوليتات مواد لها خاصية حمضية (تحتوي مواقع حمضية داخل بنيتها)، تعتبر مواد حمضية صلبة.
تحتوي على دلائل حمضية تتراوح ما بين «1 او3» مكافئ غرامي.

## استعمالات الزيوليت
الخصائص المتنوعة للزيوليتات جعلتها تملك أهمية كبيرة وقد تم تصنيفها بجدارة صديقة البيئة
واستعمالاتها الكبيرة في مجال الصناعة اكدت قيمتها في السوق العالمية.
ومن بين استعمالاتها:

### الزراعة
يعمل الزيوليت على تثبيت الامونيا الناتجة في التربة ويغنيها بالازوت ويرجع ذلك لقدرته على
التبادل الشاردي، فهو يستعمل كاسمدة.
إضافة إلى هذا خاصية الزيوليت المتمثلة في امتصاص وفقد الماء التي تجعله يمتص الماء الزائد
من التربة ليعطيه للنبات عند احتياجه له. فهذا يساعد النبات على التكيف مع البيئة الجافة أو الرطبة
إذ يحافظ على مستوى ثابت للرطوبة.

### الصناعة
يستعمل الزيوليت في صناعة المنظفات حيث يدخل كمحفز لانه يملك الخواص المهمة، مقارنة
بالمحفزات الكلاسيكية غير المبلورة ونلخصها فيما يلي:
- مواضع تحفيز كبيرة.
- بما أن الزيوليتات مبلورة، فيمكن استعماله عدة مرات.
- مساحة داخلية كبيرة، حيث يمكن للفجوات ان تستقبل عددا من الجزيئات يفوق 100 مرة، إذا
- لا تتغير نسبة المحفز الزيوليتي كثيرا بعد استعماله في تفاعلات تحفيزية.
- ما استقبلنا نفس الكمية من المحفز غير المبلور.

### تربية الحيوانات
ان خاصية التبادل الشاردي في الزيوليت تطبق في بيوت الحيوانات وزرائب الأبقار والغنم
والدواجن والخيول، فهو يسيطر على غاز النشادر والرطوبة إذ يمتص النشادر أربع مرات
أكثر من المواد الغضارية.

### معالجة المياه
إن كل من الزيوليتات الطبيعية والاصطناعية قادرة على ترشيح الماء ونزع المواد والشوائب العالقة كتنظيف مياه المسابح.كما يستعمل لنزع الامونياك والمواد الملوثة تحت ايطار معالجة المياه المستعملة.
إن خاصية التبادل الشاردي في الزيوليت تعطيه أهمية كبيرة في عملية تحلية المياه.
إن العديد من التفاعلات الكيميائية، مثل عمليات الترسيب، تعتمد في الأساس على التفاعل بين الأيونات المختلفة في المحاليل. وعند تمرير المياه على بعض المواد الصلبة تتبادل الأخيرة أيوناتها مع أيونات المواد الصلبة الذائبة في المياه. وقد تم رصد ظاهرة التبادل الآيوني أولاً في بعض المعادن (الزيوليت zeolites) وخاصة سليكات صوديوم الألومنيوم (sodium (aluminum silicates .
وعند تخلل المياه الخام لطبقة متدرجة من الزيوليتات يتم إحلال أيونات الصوديوم محل أيونات الكالسيوم والمغنسيوم وبالتالي تنخفض درجة عسر المياه. وبمرور الوقت تستنفذ أيونات الصوديوم في الزيوليت وتتحول الطبقة إلى زيوليت الكالسيوم والمغنسيوم. ومن الممكن استعادة طبقة زيوليت الصوديوم عن طريق المعالجة بمحلول قوي من كلوريد الصوديوم (brine).

## الكشف عن الزيوليت
هناك عدة طرق تستعمل لكشف عن الزيوليتات من بينها:

### الاشعة X
هذه الطريقة تسمح بالتعرف على نوعية الزيوليت المحضر، كمية مادة ما من المزيج، نوع شبكة
التبلور.

### مطيافية الاشعة تحت الحمراء
هذه الطريقة تسمح لنا بمعرفة المميزات البنيوية للمواد، لها أطوال موجات أكبر من الضوء المرئي،
أنها تعطي معلومات مهمة حول بنية الزيوليت المتمثلة في اكتشاف وجود أو عدم وجود الوحدات الثانوية
المركبة للهيكل كما تحدد لنا المواقع السطحية للامتصاص (حمضية، امتصاص، تحفيز) وتبين مختلف
بنية الأصناف الحمضية.

### المجهر الإلكتروني
هذه التقنية ذات استعمال واسع لقدرتها على تعيين شكل وحجم بلورات الزيوليت كما تكشف لنا عن عيوب بنية الزيوليتات إن وجدت، وتسمح بتحديد حجم المسامات الصغيرة المتحصل عليها انطلاقا من رسم يربط النقاط التي تكون فيها الحرارة واحدة في وقت معين